# Vismia rubescens
Vismia rubescens är en johannesörtsväxtart som beskrevs av Daniel Oliver. Vismia rubescens ingår i släktet Vismia och familjen johannesörtsväxter. Inga underarter finns listade i Catalogue of Life.